# Jean-Michel Aweh
Jean-Michel Aweh (* 1992 in Kassel) ist ein deutscher Komponist und Songwriter. Im Dezember 2012 gewann er die sechste Staffel der deutschen Castingshow Das Supertalent.

## Leben
In der sechsten Staffel der Castingshow Das Supertalent sang er die Lieder Halt dich an mir fest von Revolverheld, Wie soll ein Mensch das ertragen von Philipp Poisel und Der Weg von Herbert Grönemeyer. Im Finale sang er erstmals öffentlich seine Eigenkomposition Raus aus dem Nebel und gewann damit den Wettbewerb vor dem Zweitplatzierten Christian Bakotessa. Aweh spielte auf Festen, in Kaufhäusern und in Kneipen. Er komponiert und textet Lieder in deutscher Sprache.
Seine geplante erste Konzert-Tournee 2013 sagte Aweh mangels Zuschauerinteresse zunächst ab. Seine Plattenfirma entschied daraufhin, dass acht Konzerte doch wie geplant stattfinden sollten. Anfang April wurden wiederum mehrere Konzerte abgesagt.
Seit 2016 wagt er einen Neuanfang, da er mit den Kasseler Produzenten Harald Dörr und Luka Basic das Trio Ohrwurm Circus gegründet hat.